# Ta’ Dbieġi (Dorf)
Das Handwerkerdorf Ta’ Dbieġi liegt am Fuße des gleichnamigen Hügels Ta’ Dbieġi auf der maltesischen Insel Gozo. Es gehört zur Gemeinde San Lawrenz.
Ta’ Dbieġi wird als das älteste Handwerkerdorf auf der Insel Gozo bezeichnet. Das mehr als 6500 m² umfassende Gelände war zur Zeit der britischen Herrschaft über Malta ein Militärareal mit Kasernen. Es wird von Malta Industrial Parks Ltd betrieben.
Auf dem Gelände unterhalten örtliche Kunsthandwerker ihre Werkstätten und können ihre Produkte direkt an Touristen verkaufen, darunter Spitzen, filigrane Silberschmiedearbeiten, Töpfereiwaren, mundgeblasenes Glas und Schmiedeeisen. Die Besucher haben die Möglichkeit, den Handwerkern bei der Arbeit zuzuschauen.